# Aqueu de Siracusa
Aqueu de Siracusa (grec antic: Ἀχαιός, llatí: Achaeus) fou un escriptor tràgic grec nadiu de Siracusa, a l'illa de Sicília.
Segons la Suïda i Favorí d'Arle va escriure deu tragèdies, i segons Eudòxia Macrembolitissa, catorze.